# Episodi di Tutti al college (quinta stagione)
La quinta stagione della serie televisiva Tutti al college è stata trasmessa in anteprima negli Stati Uniti d'America dalla NBC tra il 19 settembre 1991 e il 21 maggio 1992.
| nº | Titolo originale                    | Titolo italiano               | Prima TV USA      | Prima TV Italia |
| -- | ----------------------------------- | ----------------------------- | ----------------- | --------------- |
| 1  | We've Only Just Begun               | Abbiamo appena iniziato       | 19 settembre 1991 |                 |
| 2  | The Dwayne Mutiny                   | L'ammutinamento contro Dwayne | 26 settembre 1991 |                 |
| 3  | Home Is Where the Fire Is           | Dove c'è fumo c'è fuoco       | 3 ottobre 1991    |                 |
| 4  | Almost Working Girl                 | Lavoratrice... o quasi        | 10 ottobre 1991   |                 |
| 5  | In the Eye of the Storm             | Nell'occhio del ciclone       | 17 ottobre 1991   |                 |
| 6  | Rule Number One                     | Regola numero uno             | 24 ottobre 1991   |                 |
| 7  | Baby, I'm a Star                    | Tesoro, sono una star         | 31 ottobre 1991   |                 |
| 8  | Liza Who-Little                     | La cugina Liza                | 7 novembre 1991   |                 |
| 9  | To Tell the Truth                   | Dire la verità                | 14 novembre 1991  |                 |
| 10 | Do You Take This Woman?             | Prendi questa donna?          | 21 novembre 1991  |                 |
| 11 | Mammy Dearest                       | Carissima mammy               | 5 dicembre 1991   |                 |
| 12 | Twelve Steps of Christmas           | Verso il Natale               | 19 dicembre 1991  |                 |
| 13 | Just Another Four-Letter Word       | La gara delle band            | 2 gennaio 1992    |                 |
| 14 | The Cat's in the Cradle             | Nei guai                      | 16 gennaio 1992   |                 |
| 15 | Prisoner of Love                    | Un amore di detenuto          | 23 gennaio 1992   |                 |
| 16 | Bedroom at the Top                  | Molestie                      | 30 gennaio 1992   |                 |
| 17 | May the Best Man Win                | Che vinca il migliore         | 13 febbraio 1992  |                 |
| 18 | Kiss You Back                       | Ricambiare i baci             | 20 febbraio 1992  |                 |
| 19 | Conflict of Interest                | Conflitto d'interessi         | 27 febbraio 1992  |                 |
| 20 | Sellmates                           | Vendita mancata               | 12 marzo 1992     |                 |
| 21 | Do the Write Thing                  | Scrivi la cosa giusta         | 2 aprile 1992     |                 |
| 22 | Love Taps                           | Qualcosa di grave             | 23 aprile 1992    |                 |
| 23 | Special Delivery                    | Sala parto                    | 7 maggio 1992     |                 |
| 24 | Save the Best for Last (Part 1 e 2) | Il meglio per ultimo:1 e 2    | 14 maggio 1992    |                 |
| 25 | Save the Best for Last (Part 1 e 2) | Il meglio per ultimo:1 e 2    | 21 maggio 1992    |                 |